# Rakouská fotbalová reprezentace do 20 let
Rakouská fotbalová reprezentace do 20 let reprezentuje Rakousko na mezinárodních turnajích, jako je Mistrovství světa ve fotbale hráčů do 20 let.

## Mistrovství světa
| Rok    | Účast                                           | Soupisky |
| ------ | ----------------------------------------------- | -------- |
| 1977   | nepostoupili ze skupiny                         |          |
| 1979   | nekvalifikovali se                              |          |
| 1981   | nekvalifikovali se                              |          |
| 1983   | nepostoupili ze skupiny                         |          |
| 1985   | nekvalifikovali se                              |          |
| 1987   | nekvalifikovali se                              |          |
| 1989   | nekvalifikovali se                              |          |
| 1991   | nekvalifikovali se                              |          |
| 1993   | nekvalifikovali se                              |          |
| 1995   | nekvalifikovali se                              |          |
| 1997   | nekvalifikovali se                              |          |
| 1999   | nekvalifikovali se                              |          |
| 2001   | nekvalifikovali se                              |          |
| 2003   | nekvalifikovali se                              |          |
| 2005   | nekvalifikovali se                              |          |
| 2007   | 4. místo                                        |          |
| 2009   | nekvalifikovali se                              |          |
| 2011   | nepostoupili ze skupiny                         |          |
| 2013   | nekvalifikovali se                              |          |
| 2015   | Vyřazení v osmifinále Uzbekistánem              |          |
| 2017   |                                                 |          |
| 2019   |                                                 |          |
| 2021   |                                                 |          |
| Celkem | účast – 5× zlato – 0×, stříbro – 0×, bronz – 0× |          |